# 俞存仁
俞存仁（?—?），為中國清朝官員，本籍直隸順天府大興縣。1728年於台灣知府任內護理福建分巡台灣道。